# Машинне вишиття

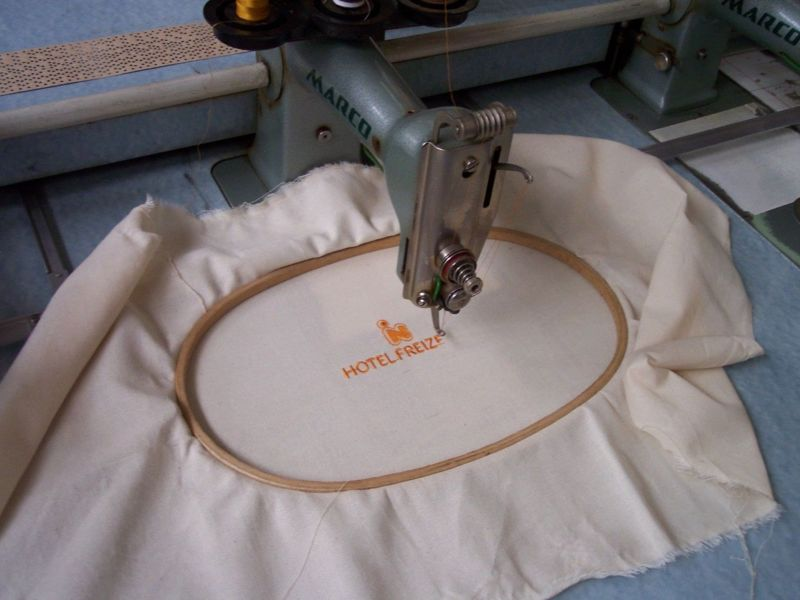
Процес машинного вишивання

Маши́нне вишиття́ — процес, що дозволяє автоматизовано наносити вишиті візерунки на тканині. У сучасних умовах малюнок вишивки звичайно формується на комп'ютері, з'єднаному з верстатом, який згідно з командами може наносити сформований візерунок на подану тканину. Візерунки можуть бути оброблені різними редакторами машинної вишивки і збережені в різних форматах, наприклад, EMB, DST, PES, HUS або JEF.

## Історія
До середини дев'ятнадцятого століття вишивку виконували вручну. Після винаходу верстатів з програмним керуванням вишивка виконувалася автоматом, в якому п'яльці переміщалися за програмою, закладеною в паперових перфокартах у вигляді дірок, розташованих у певному порядку. Перфокарти застосовувалися до сімдесятих років двадцятого століття. Після створення персональних комп'ютерів почали з'являтися редактори комп'ютерної вишивки, що значно спростили процес програмування дизайнів, але використовувалися вони тільки на великих виробництвах. Для перенесення інформації з комп'ютера на вишивальний автомат як і раніше служила перфорована стрічка. Редактор комп'ютерної вишивки в комплекті з насікачем стрічок був дорогим. Тому випускався один комплект редактора з насікачем для 5—10 багатоголовкових вишивальних машин. Ситуація кардинально змінилася з виходом на ринок побутових вишивальних машин, у них інформація переноситься з комп'ютера цифровим носієм або передається безпосередньо з комп'ютера на машину електричним кабелем.